# Igrejas de Göreme
Göreme é um distrito da província de Nevşehir na Turquia. Após a erupção do Monte Erciyes há aproximadamente 2 mil anos, a cinza e a lava formaram rochas macias na região de Capadócia, cobrindo uma superfície de uns 20 000 km². A macia rocha foi erosionada pelo ar e o água, deixando a capa de rocha dura no alto dos pilares formando o que hoje em dia se conhece como chaminés de fada. A gente de Göreme, no coração da região de Capadócia, deram-se conta de que estas rochas macias podiam ser facilmente escavadas para formar casas, igrejas, monastérios, etc. Estes santuários cristãos contêm muitos exemplos da arte bizantina procedente do período pós-iconoclasta. Estes frescos são a única amostra artística deste período.
As igrejas de Göreme fazem parte do conjunto Parque Nacional de Göreme e lugares rupestres da Capadócia eleito pela Unesco como Património da Humanidade em 1985.

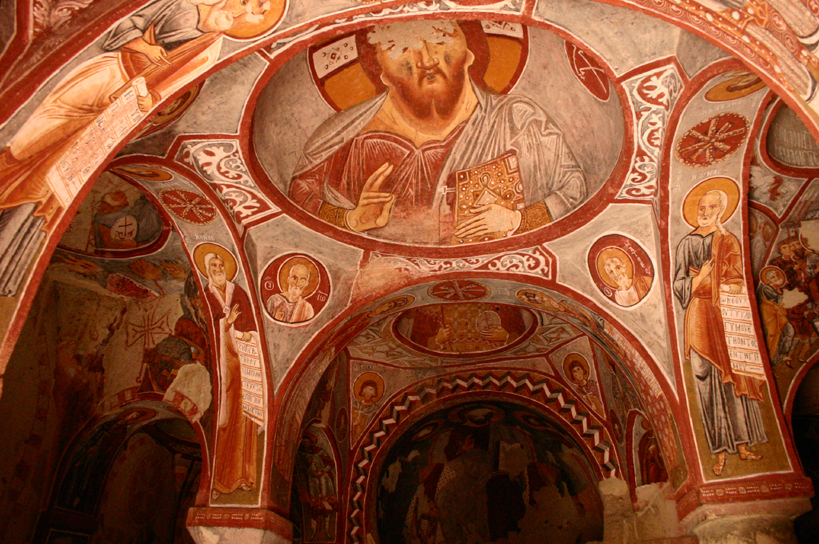
Capela escavada na rocha em Göreme (Elmalı Kilise)

## História
No século IV , pequenas comunidades de anacoretas seguidores de são Basílio Magno começaram a formar-se na região e começaram a escavar celas na rocha macia. Durante o período iconoclasta (725-842) a decoração da maioria de santuários da região era mínima, normalmente simples símbolos como o da cruz. Após este período, cavaram-se igrejas novas na rocha e foram ricamente decoradas com coloridos frescos.

## Igrejas rupestres

### Tokalı Kilise

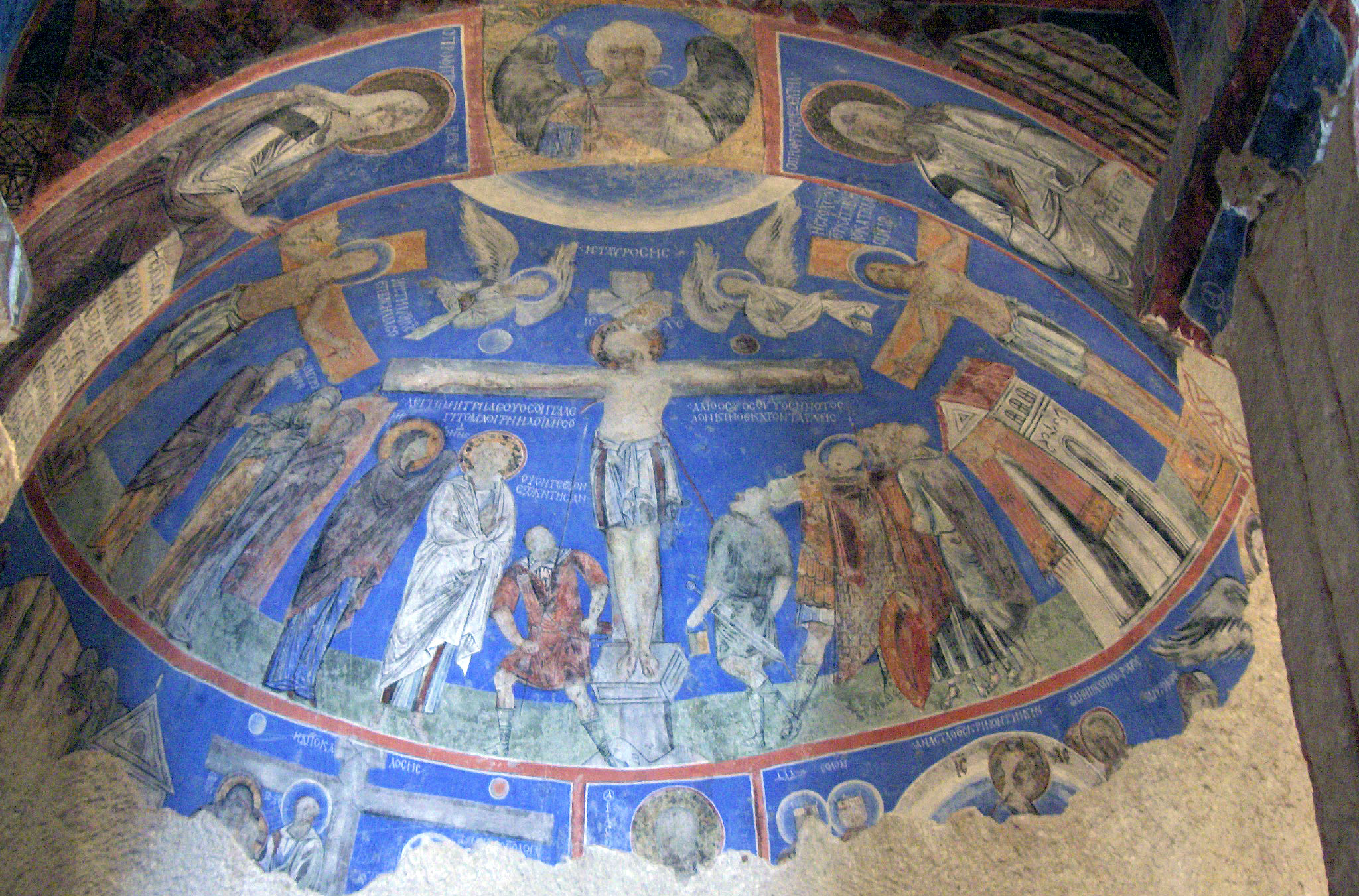
Fresco da crucificação no teto de Tokalı Kilise

Tokalı Kilise (em turco:  Tokalı Kilise: Tokalı Kilise) ou Igreja da Hebilla, é a igreja maior de Göreme e a sua restauração foi realizada nos anos 80.
Uma característica notável desta igreja é que a nave principal contém um fresco do século IX NO estilo "provinciano" e os seus acréscimos mais recentes são os frescos dos três absides do século IX  desenhado em estilo "metropolitano". Nos frescos estão representados os doze apóstolos, os santos e cenas da vida de Jesus (963-969 e século XI  respetivamente). A igreja também possui uma cripta sob a nave principal.
A igreja é formada por quatro estancias: a igreja velha, a grande igreja nova, o Paraclésio (capela lateral externa) e a igreja baixa.
- A igreja velha data do século X . Originalmente era uma igreja de nave simples com abóbada de berço. Mas a sua abside foi destruída quando se acrescentou a igreja nova no final do século X  ou princípios do século XI. Agora a igreja velha facilita a entrada à nova. A igreja velha está decorada com tons claros de vermelho e verde pintados em tiras para representar cenas do Novo testamento e descrições de santos. O trabalho mais elaborado da Igreja velha é o ciclo cristológico localizado na abóbada de canhão de uma nave lateral da basílica. Em cada lado da abóbada há 32 cenas descrevendo narrações sobre a tradicional tripla divisão da vida de Cristo: a infância, os milagres e a paixão.[2]

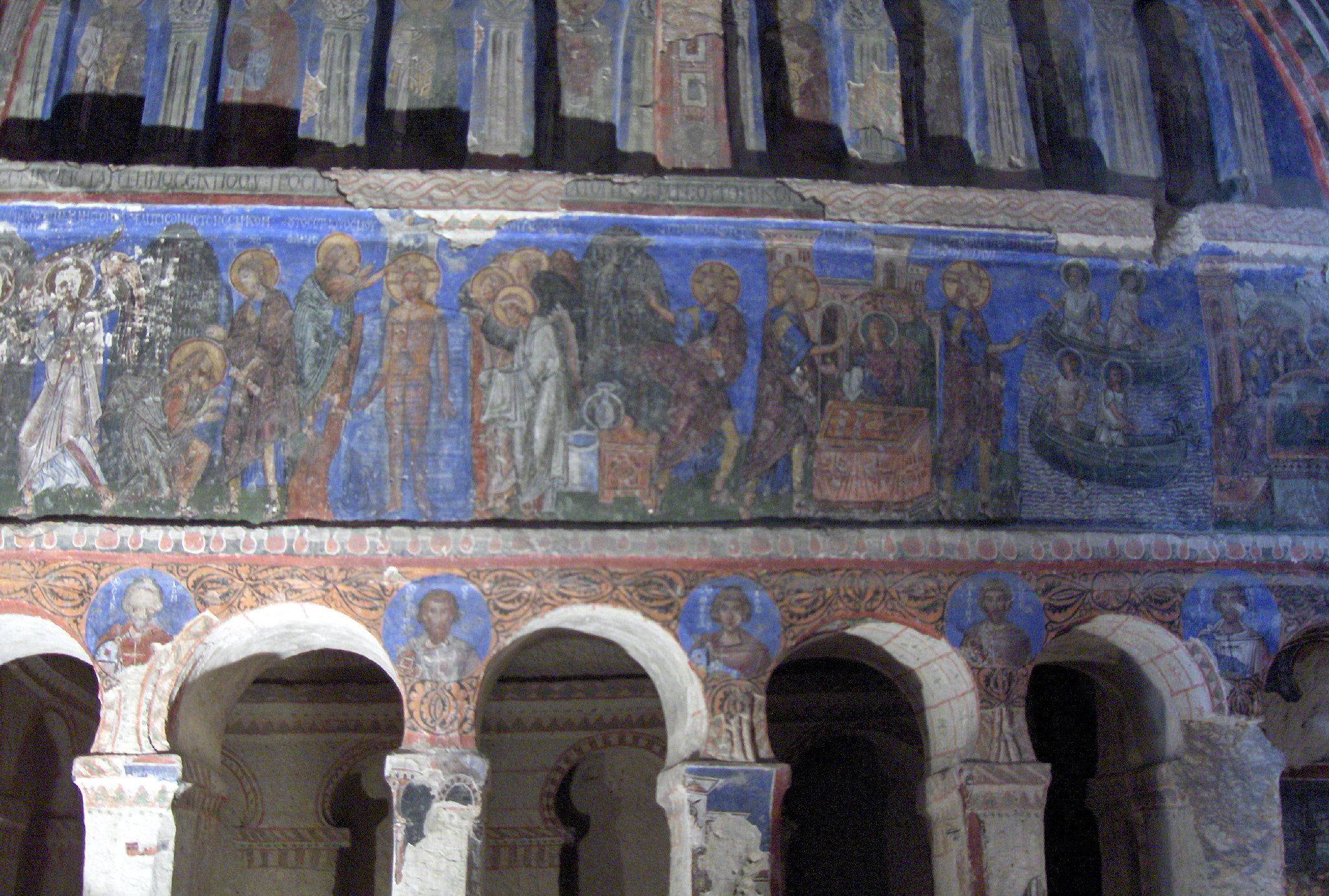
Vista do ciclo cristológico da Igreja nova

- Na Igreja nova predominam painéis de rico índigo pintados com pigmentos de pedra lápis-lazúli representando cenas do Novo Testamento, milagres de Cristo, os primeiros diáconos, episódios da vida de Basílio o Magno (um dos pais da Capadócia), representações de Leades (um dos Quarenta Mártires) e são Menas. A Igreja nova foi escavada junto ao muro oriental da igreja velha e decorada com arcos de estilo oriental e uma série de arcadas. A igreja nova é bem maior do que a velha e portanto mais ornamentada. Há dois ciclos de frescos principais e grande quantidade de santos, clérigos e mártires distribuídos por todas as paredes. Tal como na Igreja velha, o ciclo cristológico é a decoração mais elaborada e extensa da Igreja nova. Localizado na nave principal, a Infância, os Milagres e a Paixão, são descritos em pinturas de grande qualidade. A narrativa começa no lado norte da nave e vai-se desenvolvendo acima das arcadas. As cenas mais importantes estão reservadas para localizações mais prominentes; a Ascensão, Bênção de apóstolos (Pentecostes) e a missão dos apóstolos estão situados na zona centro e sul da abóbada da nave.[3]

- Por outro lado, O Paraclésio, localizado à esquerda da Igreja nova, é uma abóbada de berço com uma abside simples e a Igreja baixa tem três naves laterais e um lugar de enterro ou cripta.[3]

### Elmalı Kilise
Elmalı Kilise (em turco:  Elmalı Kilise : Elmalı Kilise) ou Igreja da Maçã, é a igreja rupestre mais pequena. Foi construída por volta de 1050 e foi escavada com forma de cruz deixando quatro pilares que sustentam a cúpula central. A restauração da igreja foi acabada em 1991 mas os frescos continuam a desmoronar-se revelando uma capa de pinturas mais antigas por baixo. As pinturas da igreja descrevem cenas de santos, bispos, mártires e à direita do altar, a Último Ceia com o peixe simbólico (as letras da palavra peixe em grego (ΙΧΘΥΣ) são o símbolo para "Jesu Cristo, Filho de Deus, o Salvador"). O nome da igreja crê-se ser atribuído por uma orbe de cor avermelhada na sua mão o Arcanjo são Miguel na cúpula do abside principal ou, possivelmente, por uma maça que cresce próximo da igreja.

### Azize Barbara Kilisesi

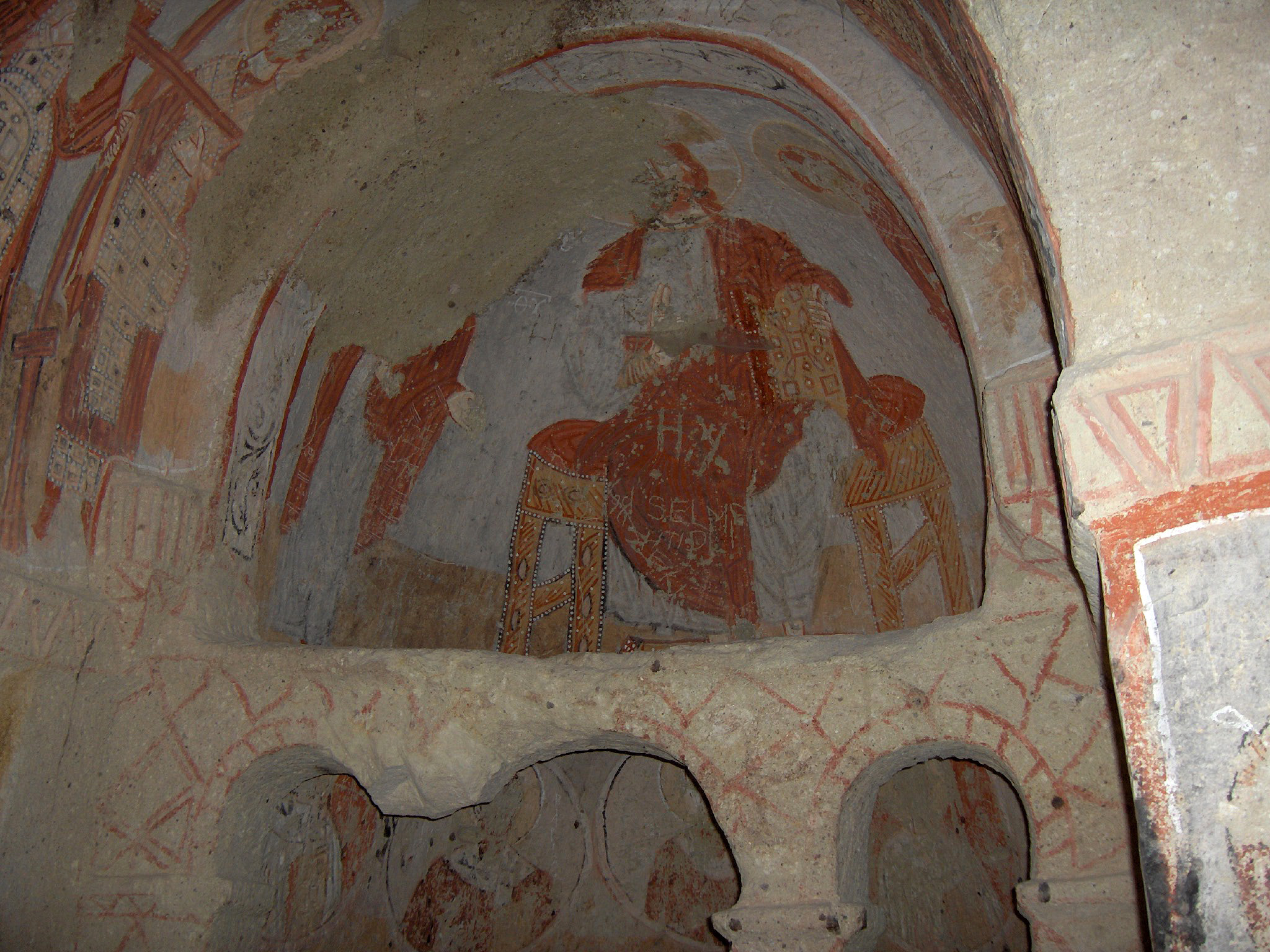
Fresco de Cristo Pantocrator em Azize Barbara Kilisesi.

Azize Barbara Kilisesi (em turco:  Azize Barbara Kilisesi: Azize Barbara Kilisesi) ou Igreja de Santa Bárbara Nicomédia. Bárbara foi uma mártir egípcia trancada pelo seu pai para a proteger da influência do cristianismo. Apesar de tudo, Bárbara encontrou uma maneira de praticar a sua fé e quando o seu pai a descobriu a torturou e a matou. Escavada no final do século XI , a igreja possivelmente foi construída como tributo à santa-mártir. A igreja tem a mesma distribuição que Çarikli Kilise, planta de cruz abobadada com um abside central, duas absides laterais e duas colunas. Na cúpula é descrito Cristo no trono junto a padrões geométricos pintados em vermelho-ocre aplicado directamente sobre a rocha. Acredita-se que têm uma natureza simbólica. Outro fresco representa a um grande gafanhoto ou lagosta possivelmente como representação do mal ou praga, o qual é afastado com a proteção de cruzes adjacentes. O muro norte da igreja contém um fresco de São Jorge e de são Teodoro de Amásia no dorso de um cavalo arremetendo contra o dragão e a serpente. Os monges desenharam linhas vermelho-ocre na rocha formando retângulos para dar a impressão de que se usaram pedras cortadas na construção.